# Suwarrow
Suwarrow è un atollo appartenente all'arcipelago delle Isole Cook, localizzato 825 km a nord-ovest di Rarotonga.